# Titre professionnel

Le titre professionnel (TP) est un titre à finalité professionnelle français délivré au nom de l’État, par le ministère du Travail. Ce titre atteste que son titulaire maîtrise les compétences, aptitudes et connaissances permettant l’exercice d’activités professionnelles qualifiées.
Le ministère du Travail délivre 95 titres professionnels (TP) du niveau 3 au niveau 5. Une base de données gérée par le ministère du Travail regroupe l'ensemble des titres professionnels ayant fait l'objet d'un arrêté au Journal Officiel. Le répertoire national des certifications professionnelles (RNCP) répertorie également les titres professionnels (TP) avec les autres titres certifiés de l'enseignement supérieur privé.

## Liste des titres professionnels
Les titres professionnels listés ci-dessous sont classés par niveau de diplôme et sont issus de la base de données du Répertoire national des certifications professionnelles (RNCP), géré par France compétences (mise à jour au 24 septembre 2016).

### Niveau 3(CAP, BEP)
- Agent force de vente n° RNCP281 [5].
- Agent d'accueil touristique.
- Agent d'exploitation et de maintenance de remontées mécaniques.
- Agent d'installation et de maintenance des équipements numériques.
- Agent d'intervention sur équipements électroniques et numériques.
- Agent de contrôle et de métrologie.
- Agent de loisirs.
- Agent de maintenance d'ascenseurs.
- Agent de maintenance des équipements industriels.
- Agent de maintenance en conditionnement d'air.
- Agent de maintenance sur systèmes automatisés.
- Agent de maintenance sur équipements bureautiques.
- Agent de montage et de câblage en électronique.
- Agent de montage et d'installation en équipement électronique,
  - option électronique professionnelle,
  - option petits systèmes automatisés.
- Agent d’accueil et d’information.
- Agent d’assainissement et de décontamination nucléaire.
- Agent d’hôtellerie.
- Agent d’intervention en distribution automatique.
- Agent d’intervention en électronique grand public.
- Agent magasinier.
- Agent polyvalent de pressing.
- Agent technique de déchèterie.
- Agent technique des ventes en magasin.
- Agent administratif.
- Agent d'entretien du bâtiment.
- Agent d'intervention en électrodomestique et multimédia.
- Agent d'intervention sur équipements électroniques.
- Agent de dépollution des sols, option risque pyrotechnique, option risque chimique.
- Agent de maintenance en chauffage.
- Agent de maintenance et d'exploitation en conditionnement d'air.
- Agent de restauration.
- Agent commercial et de conduite du transport routier urbain de voyageurs.
- Agent de fabrication des métiers de l’habillement.
- Agent de fabrication d’ensembles métalliques.
- Agent de fabrication industrielle.
- Agent de maintenance en marine de plaisance.
- Agent de maintenance sur systèmes d’impression et de reprographie.
- Agent de médiation, information, services.
- Agent de propreté et d’hygiène.
- Agent de sûreté et de sécurité privée.
- Agent d’entretien et de distribution de matériels de sport et de loisirs.
- Agent horloger en montage et entretien.
- Agent thermal.
- Agent technique prothésiste et orthésiste.
- Agent technicien-vendeur spécialisé en matériels de sports.
- Ajusteur mouliste.
- Assistant d'exploitation en transports routiers de marchandises.
- Assistant de vie aux familles.
- Assistant de vie.
- Auxiliaire en prothèse dentaire.
- Calorifugeur tôlier en isolation industrielle.
- Canalisateur.
- Cariste d'entrepôt.
- Carreleur.
- Carrossier réparateur.
- Charpentier bois.
- Charpentier bois,
  - option maison ossature bois,
  - option escalier,
  - option couverture.
- Charpentier poseur bois.
- Chaudronnier.
- Chaudronnier aéronautique.
- Coffreur bancheur,
  - option bâtiment,
  - option génie civil.
- Coffreur génie civil.
- Conducteur de bouteur, chargeuse.
- Conducteur de grue mobile.
- Conducteur de machines de plasturgie.
- Conducteur de matériels de manutention et de conditionnement des industries des déchets.
- Conducteur de niveleuse.
- Conducteur de pelle hydraulique, chargeuse pelleteuse.
- Conducteur de scies automatisées-affûteur.
- Conducteur du transport routier interurbain de voyageurs.
- Conducteur d'installations et de machines automatisées.
- Conducteur régleur en extrusion.
- Conducteur de bouteur et de chargeuse.
- Conducteur de grue à tour.
- Conducteur de pelle hydraulique et de chargeuse pelleteuse.
- Conducteur d'appareils de l'industrie chimique.
- Conducteur du transport routier de marchandises sur porteur.
- Conducteur du transport routier marchandises sur tous véhicules.
- Conducteur livreur sur véhicule utilitaire léger.
- Conseiller commercial.
- Constructeur aménageur en marine de plaisance.
- Constructeur en béton armé.
- Constructeur en thermique industrielle.
- Constructeur professionnel en voirie et réseaux.
- Constructeur en carrosserie.
- Contrôleur technique automobile.
- Cordonnier multiservices.
- Couturier d’ameublement.
- Couvreur-zingueur.
- Cuisinier.
- Dessinateur d'exécution en systèmes mécaniques.
- Électricien automobile.
- Électricien d'équipement.
- Électricien de maintenance des systèmes automatisés.
- Électromécanicien de maintenance industrielle.
- Employé administratif et d'accueil (EAA) n° RNCP17791 [6].
- Employé commercial en magasin.
- Façadier-peintre.
- Ferronnier.
- Finisseur vernisseur sur bois.
- Formeur usineur des matières plastiques.
- Fraiseur d’outillages en commande numérique.
- Fraiseur sur machines conventionnelles et à commande numérique.
- Garçon ou serveuse de restaurant.
- Horloger réparateur.
- Installateur antenniste.
- Installateur d'équipements sanitaires.
- Installateur de réseaux câblés de communications.
- Installateur dépanneur en informatique.
- Installateur en chauffage, climatisation, sanitaire et énergies renouvelables.
- Installateur en thermique et sanitaire.
- Maçon.
- Maçon du bâti ancien.
- Mécanicien automobile.
- Mécanicien réparateur de véhicules industriels.
- Menuisier aluminium,
  - option pose d’ouvrages,
  - option miroiterie.
- Menuisier aluminium.
- Menuisier d'agencement.
- Menuisier de fabrication bâtiment ameublement.
- Menuisier en construction nautique.
- Monteur assembleur en construction métallique.
- Monteur qualifié d'équipements industriels.
- Monteur régleur de systèmes mécaniques et automatisés.
- Monteur de réseaux électriques aéro-souterrains.
- Monteur en construction bois.
- Monteur intégrateur en production électronique.
- Monteur levageur.
- Monteur assembleur de structures d’aéronefs.
- Monteur câbleur intégrateur en production électronique.
- Monteur de structures aéronautiques métalliques et composites.
- Monteur de structures d'aéronefs.
- Monteur vendeur en optique lunetterie.
- Monteur-dépanneur en climatisation.
- Monteur-dépanneur frigoriste.
- Mécanicien électricien automobile.
- Mécanicien en outillages de précision.
- Mécanicien outilleur en découpage et emboutissage.
- Mécanicien réparateur automobile.
- Mécanicien réparateur d'engins et de matériels,
  - option travaux publics,
  - option manutention.
- Mécanicien réparateur de matériels agricoles et d'espaces verts,
  - option machinisme agricole,
  - option parcs et jardins.
- Mécanicien réparateur d'engins de chantier.
- Mécanicien réparateur de cycles et motocycles.
- Mécanicien réparateur de matériel nautique.
- Mécanicien réparateur de matériels de chantier et de manutention.
- Mécanicien réparateur en marine de plaisance.
- Métallier.
- Métallier-serrurier,
  - option pose d’ouvrage,
  - option métallerie-ferronnerie,
  - option menuiserie-acier.
- Métreur.
- Opérateur composites hautes performances.
- Opérateur de station centrale de télésurveillance.
- Opérateur en cordonnerie et multiservices.
- Opérateur photographe.
- Opérateur régleur sur fraiseuse.
- Opérateur régleur sur tour.
- Opérateur régleur en usinage.
- Opérateur en prothèse dentaire.
- Opérateur de fabrication en maroquinerie industrielle.
- Opérateur polyvalent en podo-orthèse.
- Opérateur régleur d'usinage en commande numérique.
- Orthoprothésiste.
- Ouvrier fleuriste.
- Ouvrier de production horticole ornementale.
- Ouvrier du paysage.
- Ouvrier de production horticole,
  - option floriculture,
  - option pépinière.
- Peintre en bâtiment.
- Peintre en carrosserie.
- Peintre en décors.
- Piqueur à plat en maroquinerie.
- Piqueur en maroquinerie.
- Plaquiste.
- Plasturgiste des semi-ouvrés.
- Plâtrier.
- Poseur de menuiseries et d’aménagements intérieurs.
- Poseur installateur de menuiseries, fermetures et équipements.
- Préparateur de commandes en entrepôt.
- Préparateur en maroquinerie.
- Régleur décolleteur sur tour automatique.
- Régleur des machines et outillages de plasturgie-injection.
- Scaphandrier travaux publics.
- Sellier garnisseur.
- Sellier harnacheur
- Serveur en restauration.
- Solier moquettiste.
- Soudeur.
- Soudeur à l'arc électrode enrobée et TIG (tungsten inert gas).
- Soudeur à l’arc semi-automatique.
- Stratifieur multiprocédés en matériaux composites.
- Tailleur de pierre.
- Tapissier garnisseur.
- Tourneur sur machines conventionnelles et à commande numérique.
- Tuyauteur industriel.

### Niveau 4(Bac ou BP)
- Accompagnateur de tourisme.
- Adjoint technique études et chantiers.
- Agent de maîtrise fabrication bois bâtiment ameublement.
- Aide-appareilleur.
- Animateur en technologies de l’information et de la communication.
- Animateur de tourisme local.
- Animateur d'activités touristiques et de loisirs.
- Assistant chef de chantier gros œuvre.
- Assistant en développement et méthodes électroniques.
- Assistant de chargé d'affaires en électricité.
- Assistant en comptabilité et gestion.
- Attaché commercial.
- Chargé de travaux en réseaux électriques aériens et souterrains.
- Chaudronnier.
- Chef d'équipe en voirie et réseaux divers.
- Chef d'équipe gros œuvre.
- Chef d'équipe montage de maison ossature bois et pose de charpente.
- Chef de chantier travaux publics canalisations.
- Chef de chantier travaux publics routes.
- Chef de chantier travaux publics routes et canalisations.
- Chef de chantier travaux publics, ouvrages d’art.
- Chef d’équipe aménagement - finitions.
- Chef d’équipe en maçonnerie générale.
- Chef d’équipe pose charpente et maison ossature bois.
- Chef d’équipe pose menuiseries aménagements.
- Commercial.
- Comptable assistant.
- Comptable assistant sanitaire et social.
- Conseiller en séjours et voyages.
- Conseiller relation client à distance.
- Conseiller service client à distance.
- Dessinateur en construction métallique.
- Dessinateur d'ouvrages de métallerie.
- Électronicien de contrôle et de maintenance.
- Électronicien de contrôle et de maintenance.
- Encadrant technique d’insertion.
- Fabricant de vêtements sur mesure.
- Ferronnier d’art.
- Fraiseur d'outillages en commande numérique.
- Gouvernant en hôtellerie.
- Horloger.
- Infographiste en enseigne et signalétique.
- Infographiste metteur en page.
- Mécanicien d’entretien d’aviation légère.
- Opérateur en dépollution pyrotechnique.
- Opérateur en surveillance à distance.
- Opérateur graphiste en communication visuelle (enseigne et signalétique).
- Réceptionniste en hôtellerie.
- Responsable de cuisine en restauration collective.
- Responsable d'espace de médiation numérique [7]
- Responsable de rayon.
- Responsable de restaurant.
- Restaurateur de mobilier d'art.
- Régleur-décolleteur.
- Secrétaire assistant.
- Secrétaire assistant bilingue (anglais ou allemand ou espagnol).
- Secrétaire assistant immobilier.
- Secrétaire assistant médico-social.
- Secrétaire assistant spécialisé commercial.
- Secrétaire assistant spécialisé immobilier.
- Secrétaire assistant spécialisé médico-social.
- Secrétaire assistant spécialisé ressources humaines.
- Secrétaire comptable.
- Technicien administratif sanitaire et social.
- Technicien aérostructure.
- Technicien aménagement finitions.
- Technicien après-vente automobile.
- Technicien commercial du tourisme,
  - option commercialisation,
  - option vente.
- Technicien d'accueil touristique,
  - option accompagnement,
  - option animation.
- Technicien d'assistance en informatique.
- Technicien d'atelier de plasturgie.
- Technicien d'atelier des matériaux composites.
- Technicien d'atelier en usinage.
- Technicien d'équipement en électricité.
- Technicien d'équipement et de maintenance de piscines.
- Technicien d'études du bâtiment,
  - option dessin de projet,
  - option étude de prix,
  - option économie de la construction.
- Technicien d'études en chaudronnerie et tuyauterie industrielle.
- Technicien d'études en mécanique.
- Technicien d'études en systèmes mécaniques.
- Technicien d'exploitation en transports de marchandises.
- Technicien d'exploitation en transports terrestres de marchandises.
- Technicien d'exploitation et de maintenance de remontées mécaniques.
- Technicien d'industrialisation en électronique.
- Technicien d'intervention en équipements de cuisines professionnelles.
- Technicien d'intervention en froid commercial et climatisation.
- Technicien d'intervention en froid et équipements de cuisines professionnelles.
- Technicien d'intervention en froid industriel.
- Technicien d'intervention et de maintenance énergétique en conditionnement d'air.
- Technicien d'usinage en commande numérique.
- Technicien de bureau d’études des industries de la chaussure.
- Technicien de bureau d'études en électricité.
- Technicien de bureau d’études en électronique.
- Technicien de chantier aménagement-finitions.
- Technicien de construction et de maintenance de piscines.
- Technicien de contrôle non destructif.
- Technicien de contrôle qualité et de métrologie.
- Technicien de fabrication de l’industrie chimique.
- Technicien de laboratoire.
- Technicien de laboratoire biologie/biochimie.
- Technicien de laboratoire de l'industrie chimique.
- Technicien de maintenance d'ascenseurs.
- Technicien de maintenance d'engins et de matériels - machinisme agricole.
- Technicien de maintenance d'équipements de chauffage, de climatisation et d'énergies renouvelables.
- Technicien de maintenance des équipements thermiques.
- Technicien de maintenance des matériels de chantier et de manutention.
- Technicien de maintenance en appareils électroménagers.
- Technicien de maintenance en chauffage et climatisation.
- Technicien de maintenance en électronique grand public.
- Technicien de maintenance en génie climatique.
- Technicien de maintenance en machinisme agricole.
- Technicien de maintenance en multimédia et électrodomestique.
- Technicien de maintenance industrielle.
- Technicien de production bois bâtiment ameublement.
- Technicien de production en métallerie-serrurerie.
- Technicien de production en plasturgie.
- Technicien de production industrielle.
- Technicien de production sur lignes automatisées.
- Technicien de réseaux câblés de communications.
- Technicien de traitement des eaux.
- Technicien des matériaux composites.
- Technicien en automatismes du bâtiment.
- Technicien en carrosserie construction.
- Technicien en conduite d’essais moteurs.
- Technicien en diagnostic et réparation automobile.
- Technicien en électricité et automatismes du bâtiment.
- Technicien en équipements et systèmes électroniques.
- Technicien en géomatique.
- Technicien en gestion de production.
- Technicien en installation de surveillance-intrusion.
- Technicien en logistique d’entreposage.
- Technicien en menuiserie aluminium verre et matériaux de synthèse,
  - option production,
  - option chantier.
- Technicien en menuiserie et agencement intérieurs.
- Technicien en montage et vente d'optique-lunetterie.
- Technicien en organisation de production habillement cuir.
- Technicien en solutions d'impression et de gestion de documents.
- Technicien en soudage.
- Technicien en systèmes de sécurité incendie.
- Technicien en systèmes de surveillance-intrusion et de vidéoprotection.
- Technicien études en construction bois.
- Technicien horloger.
- Technicien image, son et appareils multimédia.
- Technicien installateur en chauffage, climatisation, sanitaire et énergies renouvelables.
- Technicien médiation services.
- Technicien méthodes en chaudronnerie et tuyauterie industrielle.
- Technicien méthodes et préparation en mécanique générale.
- Technicien méthodes et préparation en mécanique industrielle.
- Technicien métreur dessinateur en métallerie-serrurerie.
- Technicien métreur en agencement et aménagements intérieurs.
- Technicien métreur en charpente bois et couverture.
- Technicien métreur en enveloppe bâtiment-fermetures.
- Technicien métreur en menuiseries fermetures et équipements.
- Technicien métreur en réhabilitation de l'habitat.
- Technicien modéliste patronnier gradueur.
- Technicien reconstructeur de moteurs thermiques et d’organes.
- Technicien réparateur de véhicules industriels.
- Technicien réseaux et télécommunications d’entreprise.
- Vendeur spécialisé en magasin.
- Vendeur-conseil en magasin.

### Niveau 5(BTS ou DUT)
- Adjoint de direction de petite et moyenne entreprise.
- Animateur de tourisme local.
- Assistant commercial.
- Assistant de développement de tourisme local.
- Assistant de direction.
- Assistant de direction,
  - option bilingue,
  - option trilingue anglais-allemand,
  - option trilingue anglais-espagnol,
  - option trilingue anglais italien.
- Assistant import-export.
- Assistant import-export bilingue anglais, option trilingue anglais-allemand.
- Assistant ressources humaines.
- Chargé d'accompagnement social et professionnel
- Chargé d'affaires bâtiment.
- Chargé d'affaires chaudronnerie tuyauterie ensembles métalliques.
- Chargé d'affaires en rénovation énergétique du bâtiment.
- Chef de chantier gros œuvre.
- Comptable gestionnaire.
- Concepteur d'outillages et de pièces plastiques.
- Concepteur maquettiste en conditionnement.
- Concepteur de supports de communication.
- Conducteur de travaux aménagement finitions.
- Conducteur de travaux du bâtiment.
- Conducteur de travaux publics génie civil.
- Conducteur de travaux publics route, canalisation, terrassement.
- Conseiller en insertion professionnelle.
- Dessinateur projeteur en béton armé.
- Dessinateur-concepteur CAO DAO bâtiment et architecture.
- Développeur informatique.
- Développeur logiciel.
- Électronicien de test et développement.
- Enseignant de la conduite et de la sécurité routière.
- Formateur professionnel d'adultes.
- Gérant en restauration collective.
- Gestionnaire de paie.
- Gestionnaire de petite ou moyenne structure.
- Infographiste en multimédia.
- Manager d'univers marchand.
- Modéliste de vêtements féminins.
- Monteur graphiste vidéo.
- Monteur truquiste,
  - option trucages évolués,
  - option monteur graphiste.
- Négociateur technico-commercial.
- Opérateur de prise de vue vidéo.
- Responsable de centre de résultat.
- Responsable de chantier de dépollution pyrotechnique.
- Responsable de petite et moyenne structure
- Responsable d'établissement touristique.
- Superviseur en relations clients à distance.
- Superviseur relation client à distance.
- Technicien en diagnostics immobilier
- Technicien supérieur commercial.
- Technicien supérieur comptable et financier.
- Technicien supérieur d'applications électroniques (TSAE).
- Technicien supérieur d'études en béton armé.
- Technicien supérieur d'études en construction métallique.
- Technicien supérieur d'études en génie climatique.
- Technicien supérieur de fabrication de l’industrie chimique.
- Technicien supérieur de laboratoire d'industrialisation de la chimie.
- Technicien supérieur de laboratoire de chimie.
- Technicien supérieur de maintenance industrielle.
- Technicien supérieur de support en informatique (TSSI).
- Technicien supérieur des matériaux composites.
- Technicien supérieur des transports de personnes.
- Technicien supérieur du bâtiment en économie de la construction.
- Technicien supérieur du transport aérien et maritime de marchandises (anciennement Technicien supérieur en transport logistique, option transitaire aérien et maritime).
- Technicien supérieur du transport terrestre de marchandises (anciennement Technicien supérieur en transport logistique, option transport terrestre).
- Technicien supérieur en automatique et informatique industrielle.
- Technicien supérieur en conception industrielle, 
  - option outillages de moulage,
  - option systèmes mécaniques.
- Technicien supérieur en gestion de production.
- Technicien supérieur en méthodes et exploitation logistique (TSMEL).
- Technicien supérieur en production industrielle.
- Technicien supérieur en réseaux informatiques et télécommunications d'entreprise (TSRIT).
- Technicien supérieur en système d'information géographique.
- Technicien supérieur géomètre topographe,
  - option cabinet de géomètre,
  - option entreprise de travaux publics.
- Technicien supérieur gestionnaire exploitant de ressources informatiques.
- Technicien supérieur méthodes industrialisation.
- Technicien supérieur méthodes produit process.
- Technicien supérieur physicien chimiste.
- Webdesigner

### Niveau 6(Licence)
- Concepteur-développeur informatique.
- Responsable de projets en systèmes d’information.
- Concepteur développeur de systèmes électroniques.
- Responsable d’Établissements Touristiques

### Sources et bibliographie
- « Les titres professionnels », sur travail-emploi.gouv.fr, Ministère du Travail, 11 décembre 2024 (consulté le 17 avril 2025)
- DGEFP, L'accès aux titres professionnels du ministère de l'emploi en 2014, Ministère du Travail, de l'Emploi, de la Formation professionnelle et du dialogue social, novembre 2015, 21 p. (lire en ligne)